# سفارت ترکیه در کیف
سفارت ترکیه در کیف (به لاتین: Embassy of Turkey) یک سفارت در اوکراین است که در کی‌یف واقع شده‌است.